# Вайзе, Юлиус
Ю́лиус Ва́йзе (нем. Julius Weise; 6 июня 1844, Любско — 25 февраля 1925) — немецкий энтомолог.
Юлиус Вайзе был специалистом по жукам. Благодаря ему стало возможным точно определять внешне похожие виды по генитальному аппарату жуков. Он занимался преимущественно исследованием жуков семейств Chrysomelidae (листоед) и Coccinellidae (божья коровка) и опубликовал многочисленные работы в этой области. Многие виды жуков были впервые описаны Вайзе, в том числе Stethorus punctillum и Cryphalus saltuarius.
Сегодня его значительная коллекция Chrysomelidae и Coccinellidae, Staphylinidae и Carabidae хранится в Музее естествознания в Берлине. Коллекции Curculionidae и Scolytidae хранятся в Зенкенбергском музее во Франкфурте-на-Майне.

## Эпонимы
В честь учёного назван род божьих коровок Microweisenia.

## Труды
- Chrysomelidae. Lief. I. In: Naturgeschichte der Insecten Deutschlands, Coleoptera. Band 6, 1, S. 1-192, Berlin 1881
- Chrysomelidae, Lief. II. In: Naturgeschichte der Insecten Deutschlands, Coleoptera. Band 6, 2, S. 193—368, Berlin 1882
- Chrysomelidae, Lief. III. In: Naturgeschichte der Insecten Deutschlands, Coleoptera. Band 6, 3, S. 369—568, Berlin 1884
- Chrysomelidae, Lief. IV. In: Naturgeschichte der Insecten Deutschlands, Coleoptera. Band 6, 4, S. 569—768, Berlin 1886
- Chrysomelidae, Lief. V. In: Naturgeschichte der Insecten Deutschlands, Coleoptera. Band 6, 5, S. 769—960, Berlin 1888
- Einige neue Chrysomeliden und Coccinelliden. Deutsche Entomologische Zeitschrift, 28, S. 161—166, 1884